# 藤田豊
藤田 豊（ふじた ゆたか、1984年5月9日 - ）は、茨城県出身の元サッカー選手。現役時のポジションはDF。

## 経歴
日立市立豊浦中学校を経て、2000年の高校入学とともに鹿島アントラーズユースに入団。2002年のJリーグカップでは1試合、トップチームのベンチ入りをしている。2003年に高校卒業とともに当時関東サッカーリーグに所属していたザスパ草津に入団。2004年、ブラジルのCFZ・ド・リオにレンタル移籍。2005年、Jリーグ ディビジョン2に昇格したザスパ草津に復帰。この年のシーズン後に現役を引退した。
引退後は、サッカー指導者育成やサッカー教室や大会などの企画運営を行う「オブリガードサッカースクール」の代表となった。

## 所属クラ ブ
- 2000年-2002年 鹿島アントラーズユース
- 2003年-2005年 ザスパ草津
  - 2004年 CFZ・ド・リオ（レンタル移籍）

## 個人成績
| 国内大会個人成績 | 国内大会個人成績 | 国内大会個人成績 | 国内大会個人成績 | 国内大会個人成績 | 国内大会個人成績 | 国内大会個人成績 | 国内大会個人成績 | 国内大会個人成績 | 国内大会個人成績 | 国内大会個人成績 | 国内大会個人成績 |
| 年度             | クラブ           | 背番号           | リーグ           | リーグ戦         | リーグ戦         | リーグ杯         | リーグ杯         | オープン杯       | オープン杯       | 期間通算         | 期間通算         |
| 年度             | クラブ           | 背番号           | リーグ           | 出場             | 得点             | 出場             | 得点             | 出場             | 得点             | 出場             | 得点             |
| 日本             | 日本             | 日本             | 日本             | リーグ戦         | リーグ戦         | リーグ杯         | リーグ杯         | 天皇杯           | 天皇杯           | 期間通算         | 期間通算         |
| ---------------- | ---------------- | ---------------- | ---------------- | ---------------- | ---------------- | ---------------- | ---------------- | ---------------- | ---------------- | ---------------- | ---------------- |
| 2005             | 草津             |                  | J2               | 0                | 0                | -                | -                | 0                | 0                | 0                | 0                |